# George Ley
Oliver Albert George Ley (Exminster, 7 aprile 1946) è un ex calciatore inglese, di ruolo centrocampista o difensore.

## Carriera

### Giocatore
Esordisce tra i professionisti nel 1963, all'età di 17 anni, conquistando una promozione dalla quarta alla terza divisione inglese con l'Exeter City, club con il quale gioca anche nel triennio successivo, per un totale di 93 presenze e 7 reti in incontri di campionato con i Grecians. Nella parte finale della stagione 1966-1967 si trasferisce in seconda divisione al Portsmouth: rimane nel club fino alla stagione 1972-1973, giocando in totale 184 partite in seconda divisione, con anche 10 reti segnate. Conclude poi la stagione 1972-1973 al Brighton, club con il quale gioca poi anche nella stagione 1973-1974, disputata in terza divisione dopo la retrocessione dell'anno precedente. Dopo 47 presenze con i Seagulls passa quindi ai Dallas Tornado, con cui gioca 10 partite nella NASL. Dopo un biennio al Gillingham, con cui mette a segno 3 reti in 87 presenze nella quarta divisione inglese, tra il 1976 ed il 1979 gioca 114 partite e segna 9 reti nuovamente nei Dallas Tornado.
Sia nel 1976 che nel 1977 è stato nominato tra i NASL All-Stars. In carriera ha totalizzato complessivamente 411 presenze e 20 reti nei campionati della Football League.

### Allenatore
Nel 1982 è stato per un periodo vice allenatore dei Dallas Tornado. Nel 1983 è stato anche vice allenatore degli Oklahoma City Slickers, durante il periodo in cui giocava nel club.